# 高千穂牧場
高千穂牧場（たかちほぼくじょう）は、霧島山山麓、宮崎県都城市にある牧場。乳製品のメーカー。

## 概要
霧島連山の麓にあり、ホルスタイン、ジャージー、ガンジーなどおよそ100頭もの乳牛や30頭ほどの羊を飼育。乳搾り体験や「動物ふれあいランド」での牛や羊との直接触れ合いといった体験サービスを実施している。
レストランでは、焼肉やジンギスカンなどが味わうことができる。
また、ソフトクリームやヨーグルト、バター、チーズなど乳製品、ソーセージなど肉製品の加工、販売も行っており、こちらも製造体験が行える。
「高千穂牧場」ブランドの「のむヨーグルト」や「カフェ・オ・レ」は、デーリィを通じ、オンラインショップなどで全国販売も行われている。

## 沿革
- 1984（昭和59）年 - 南日本酪農協同株式会社の酪農部門にあった家畜飼養部門を有限会社高千穂牧場として分離。
- 1985（昭和60）年4月 - 宮崎県農業開発公社による「農業公社牧場設置事業」により、宮崎県都城市吉之元町5265-185番地に牧場の建設を開始。
- 1989（平成元）年5月 - 現在地に牧場が移転。
- 1990（平成2）年4月 - 有限会社高千穂デーリィファーム設立。
- 1991（平成3）年5月 - 「高千穂牧場」がオープン。
酪農事業を主体とする体験型施設として、(有)高千穂牧場が運営、(有)高千穂デーリィファームが物品販売、飲食部門を統括する。
- 2004（平成16）年
  - 3月 - 累計入場者1000万人を達成。
  - 4月 - バイオマスプラントが稼働開始。
- 2008年（平成20）年10月 - (有)高千穂牧場、「株式会社」に組織変更。
- 2009（平成21）年7月 - (株)高千穂牧場と(有)高千穂デーリィファームが合併、(株)高千穂牧場を存続会社として、株式会社高千穂牧場が発足。